# Episodi di Pip Pop Pattle
Questa è una lista degli episodi di Pip Pop Pattle, anime realizzato da Toei Animation dal 2000 al 2001.
In madre patria la serie venne trasmessa dal 4 dicembre 2000 al 7 marzo 2001 su BS Fuji. In Italia invece venne trasmessa da Rai 2 a partire dal marzo 2003.

## Lista episodi
| Nº | Giapponese 「Kanji」 - Rōmaji - Traduzione letterale                                                                         | In onda          | In onda    |
| Nº | Giapponese 「Kanji」 - Rōmaji - Traduzione letterale                                                                         | Giapponese       | Italiano   |
| 1  | 「ぼく, パトルだよ!」 - Boku, Patoru da yo! – "Io sono Pattle!"                                                              | 4 dicembre 2000  | marzo 2003 |
| 2  | 「ひまわりタウンについたよ!」 - Himawari Taun ni tsuita yo! – "L'arrivo alla Città dei Girasoli!"                            | 5 dicembre 2000  |            |
| 3  | 「はっしん!スーパーパトル」 - Hasshin! Sūpā Patoru – "Piccoli problemi"                                                      | 6 dicembre 2000  |            |
| 4  | 「おねえさんとパトカーパット」 - Onē-san to Patokā Patto – "La sorella di Pattle"                                            | 7 dicembre 2000  |            |
| 5  | 「ビートはとまれない!?」 - Bīto wa tomarenai!? – "Perché non si fermano!?"                                                   | 8 dicembre 2000  |            |
| 6  | 「おとどけものだいすき!」 - O todoke mo no daisuki! – "Lo faccio per amore!"                                                 | 11 dicembre 2000 |            |
| 7  | 「けんかともだちエドワードとオーサ」 - Kenka tomodachi Edowādo to Ōsa – "Due grandi amici"                                   | 12 dicembre 2000 |            |
| 8  | 「マックのひみつ」 - Makku no himitsu – "Il segreto di Mac"                                                                  | 13 dicembre 2000 |            |
| 9  | 「あやしいクルマをおいかけろ!」 - Ayashī kuruma wo oikakero! – "Una macchina sospetta!"                                      | 14 dicembre 2000 |            |
| 10 | Al camion dei pompieri non piace il rosso 「赤がきらいなしょうぼう車」 - Aka ga kiraina shō bō-sha – "Fuoco sull'auto rossa" | 15 dicembre 2000 |            |
| 11 | 「おちばであそぼ」 - Ochi ba de asobo – "Le foglie cadute"                                                                   | 18 dicembre 2000 |            |
| 12 | 「りょこうはたのしい!?」 - Riyokou ha tanoshii!? – "Un viaggio divertente!?"                                                 | 19 dicembre 2000 |            |
| 13 | 「おにいちゃんになりたい」 - Onii-chan ni naritai – "Voglio essere un buon amico"                                            | 20 dicembre 2000 |            |
| 14 | 「はじめてのゆき」 - Hajimete no yuki – "La neve"                                                                            | 21 dicembre 2000 |            |
| 15 | 「パトルのクリスマス」 - Patoru no Kurisumasu – "Buon Natale, Pattle"                                                        | 22 dicembre 2000 |            |
| 16 | 「怪盗カーマニアとうじょう!」 - Kaitō kā mania tōji yō! – "L'aspetto è importante per una macchina!"                         | 25 dicembre 2000 |            |
| 17 | 「パトルきゅうきゅう車になる」 - Patoru kyūkyū kuruma ni naru – "Un'ambulanza per Pattle"                                    | 26 dicembre 2000 |            |
| 18 | 「タクシーパトル」 - Takushī Patoru – "Taxi Pattle"                                                                          | 27 dicembre 2000 |            |
| 19 | 「パートナーをかえるの?」 - Pātonā o kaeru no? – "Posso avere una nuova auto?"                                               | 28 dicembre 2000 |            |
| 20 | 「のろのろシャトル」 - Noronoro shatoru – "Lo shuttle"                                                                       | 29 dicembre 2000 |            |
| 21 | 「パトルのけんこうしんだん」 - Patoru no kenkō shindan – "Pattle sta male"                                                   | 4 gennaio 2001   |            |
| 22 | 「はしれ!パトル」 - Hashire! Patoru – "Attenta! Pattle"                                                                      | 5 gennaio 2001   |            |
| 23 | 「だれがいちばんかっこいい?」 - Dare ga ichiban kakkoī? – "Chi è il più bravo?"                                              | 8 gennaio 2001   |            |
| 24 | 「さよなら, エドワードさん」 - Sayonara, Edowādo-san – "Addio, Edward"                                                       | 9 gennaio 2001   |            |
| 25 | 「パトルは恋のキューピッド」 - Patoru wa koi no Kyūpiddo – "Pattle è innamorata"                                             | 10 gennaio 2001  |            |
| 26 | 「おしゃまコンビとうじょう!」 - Oshama konbi tōji yō! – "La revisione!"                                                      | 11 gennaio 2001  |            |
| 27 | 「パワフルくるまイスくん」 - Pawafuru kuruma Isu-kun – "Una nuova arma"                                                      | 12 gennaio 2001  |            |
| 28 | 「らぶらぶパトル」 - Rabu rabu Patoru – "Dolce Pattle"                                                                       | 15 gennaio 2001  |            |
| 29 | 「空からきたおともだち」 - Sora kara kita o tomodachi – "Amici venuti dal cielo"                                             | 16 gennaio 2001  |            |
| 30 | 「たすけたカメにつれられて」 - Tasuketa kame ni tsure rarete – "La tartaruga"                                                | 17 gennaio 2001  |            |
| 31 | 「パトルがヒーロー!?」 - Patoru ga hīrō!? – "L'eroismo di Pattle!?"                                                          | 18 gennaio 2001  |            |
| 32 | 「ガッツ, 空をとぶ」 - Gattsu, sora o tobu – "I ragazzi volanti"                                                             | 19 gennaio 2001  |            |
| 33 | 「パトルのくんしょう」 - Patoru no kun shō – "La medaglia"                                                                   | 22 gennaio 2001  |            |
| 34 | 「それいけ!つりたいけつ」 - Sore ike! Tsuritai ketsu – "Gara di pesca"                                                       | 23 gennaio 2001  |            |
| 35 | 「ダイエットなんてだいっきらい」 - Daietto nante dai kirai – "Hajime si mette a dieta"                                       | 24 gennaio 2001  |            |
| 36 | 「ひまわりタウンのうんどうかい」 - Himawari Taun no un dōkai – "Le olimpiadi cittadine"                                      | 25 gennaio 2001  |            |
| 37 | 「あこがれのボギーさん」 - Akogare no Bogī-san – "La gara di salto in lungo"                                                 | 26 gennaio 2001  |            |
| 38 | 「ライバルくんはてんさいくん」 - Raibaru-kun wa tensai-kun – "Due rivali"                                                    | 29 gennaio 2001  |            |
| 39 | 「パトル対ジニアス」 - Patoru tai Jiniasu – "Pattle contro Genius"                                                           | 30 gennaio 2001  |            |
| 40 | 「スーパービークルをさがして」 - Sūpā Bīkuru o sagashite – "Un super veicolo"                                                | 31 gennaio 2001  |            |
| 41 | 「ゴミしゅうしゅう車スウィープ」 - Gomi shūshūsha suwīpu – "La guerra dei rifiuti"                                           | 1º febbraio 2001 |            |
| 42 | 「パトルはおにいちゃん!?」 - Patoru wa onii-chan!? – "Pattle ha un fratello!?"                                               | 2 febbraio 2001  |            |
| 43 | 「かいぶつあらわる!」 - Kai butsu arawaru! – "Il mostro!"                                                                    | 5 febbraio 2001  |            |
| 44 | 「じてんしゃにのろう」 - Jiten shi yaninorō – "Le biciclette maledette"                                                      | 6 febbraio 2001  |            |
| 45 | 「せんすいかんをすくえ!」 - Sensu ikan o sukue! – "Caccia al sottomarino!"                                                   | 7 febbraio 2001  |            |
| 46 | 「おおきなおおきなバースディケーキ」 - Ōkina ōkina bāsudi kēki – "La torta di compleanno"                                    | 8 febbraio 2001  |            |
| 47 | 「はじめなんかいらない!」 - Hajime nanka iranai! – "Non ho bisogno di te!"                                                   | 9 febbraio 2001  |            |
| 48 | 「デートでびっくりまるやまさん」 - Dēto de bikkuri Maruyama-san – "Una sorpresa per Maruyama"                                | 12 febbraio 2001 |            |
| 49 | 「すぺえすおぺらパトルくん」 - Supēsu opera Patoru-kun – "Pattle all'opera"                                                  | 13 febbraio 2001 |            |
| 50 | 「ひまわりタウン大レース!」 - Himawari Taun dai rēsu! – "Grande scontro alla Città dei Girasoli!"                            | 14 febbraio 2001 |            |
| 51 | 「パトル, おとなになる」 - Patoru, otona ni naru – "Pattle diventa grande"                                                   | 15 febbraio 2001 |            |
| 52 | 「絵をかこう!」 - E o kakō! – "Scontro al ranch!"                                                                            | 16 febbraio 2001 |            |
| 53 | 「海ぞくの宝をさがせ」 - Umi zoku no takara o sagase – "Un tesoro sotto il mare"                                             | 19 febbraio 2001 |            |
| 54 | 「ジャンボがあぶない」 - Janbo ga abunai – "Il pericoloso Jumbo"                                                             | 20 febbraio 2001 |            |
| 55 | 「カーマニアまたまたあらわる」 - Kā mania matamata arawaru – "Automobili, che mania"                                         | 21 febbraio 2001 |            |
| 56 | 「ゆうかいされたジニアス」 - Yū kaisareta Jiniasu – "Il rapimento di Genius"                                                 | 22 febbraio 2001 |            |
| 57 | 「くるまどろぼうをやっつけろ!」 - Kuruma dorobō o yattsukero! – "Il ladro di automobili!"                                    | 23 febbraio 2001 |            |
| 58 | 「ひとりぼっちのきょう竜くん」 - Hitori botchi no kyō ryū-kun – "Il drago solitario"                                         | 26 febbraio 2001 |            |
| 59 | 「牧場のダンはがんばりや」 - Bokujō no dan wa ganbariya – "L'immagine è tutto"                                               | 27 febbraio 2001 |            |
| 60 | 「さよなら, ジニアス」 - Sayonara, Jiniasu – "Addio, Genius"                                                                 | 28 febbraio 2001 |            |
| 61 | 「UFOくんとうちゅうのおさんぽ」 - UFO-kun to uchi yūnō sanpo – "Passeggiata su un UFO"                                       | 1º marzo 2001    |            |
| 62 | 「めいたんていパトル」 - Meitantei Patoru – "Pattle e il nipote detective"                                                   | 2 marzo 2001     |            |
| 63 | 「はじめのひとりたび」 - Hajime no hitori tabi – "Viaggiare da soli"                                                         | 5 marzo 2001     |            |
| 64 | 「パトルのスーパービークル」 - Patoru no Sūpā Bīkuru – "Super Pattle"                                                        | 6 marzo 2001     |            |
| 65 | 「うたっておどってひまわりタウン」 - Utatte odotte himawari Taun – "Addio, Città dei Girasoli"                               | 7 marzo 2001     |            |